# HUDF-JD2
HUDF-JD2 ist eine Galaxie, die im Hubble Ultra Deep Field mit Hilfe der Infrarotkamera vom Hubble-Weltraumteleskop gefunden wurde.
Eine erste Untersuchung zeigte, dass es sich um eine Galaxie handeln könnte, die achtmal größer ist als unsere Milchstraße und etwa 12,8 Milliarden Lichtjahre (Rotverschiebung von 6,5) entfernt ist. Damit sehen wir ein Bild dieser Galaxie aus einer Zeit kurz nach dem Urknall, als sie erst wenige hundert Millionen Jahre alt war.
Die Größe der Galaxie und ihr Alter ist mit den gängigen Theorien der Galaxienentwicklung nicht zu erklären. Sie müsste viel schneller als bisher angenommen gewachsen sein und dann plötzlich die Sternentstehung eingestellt haben.
Nachfolgende Beobachtungen legen nahe, dass es sich ebenfalls um eine staubreiche Starburstgalaxie bei einer Rotverschiebung von 2 handeln könnte.